# Nodocapitus formosus
Nodocapitus formosus är en klomaskart som beskrevs av Reid 1996. Nodocapitus formosus ingår i släktet Nodocapitus och familjen Peripatopsidae. Inga underarter finns listade i Catalogue of Life.